# All's Well Ends Well 2011
All's Well Ends Well 2011 (chino: 最強囍事; Pinyin: Zuì Qiáng Xǐ Shì; Jyutping: Zeoi3 Keong4 Hei2 Si6) es el nombre de película hongkonés del género comedia dirigida por Chan Hing-Ka y Janet Chun, que se estrenó el 2 de febrero de 2011.

## Actores
- Donnie Yen
- Louis Koo
- Carina Lau
- Raymond Wong Bak-Ming
- Cecilia Cheung
- Chapman To
- Lynn Hung
- Yan Ni
- Angelababy Yeung
- Margie Tsang
- Irene Wang
- Marie Zhuge